# Chris LaCivita
Christopher Joseph LaCivita (né en 1966) est un consultant politique américain et ancien partenaire de FP1 Strategies, une entreprise nationale de relations publiques et de campagnes électorales.
Il est surtout connu pour avoir coordonné des campagnes contre des anciens combattants militaires se présentant à des fonctions supérieures au sein du Parti démocrate, notamment Swift Boat Veterans for Truth, contre le candidat démocrate à la présidence en 2004, John Kerry, et contre le candidat démocrate à la vice-présidence en 2024, le gouverneur Tim Walz. Il est conseiller principal de la campagne présidentielle de Donald Trump en 2024,.
Swift Boat Veterans est considéré comme ayant eu un impact significatif sur l'élection présidentielle de 2004 en menant des attaques acerbes contre le dossier militaire de John Kerry, le magazine Mother Jones parlant de « campagne de diffamation » et la NPR de discrédit.
Depuis 2004, Chris LaCivita est président de la société Advancing Strategies LLC. Il a auparavant travaillé pour Crosslink Strategy, une société de lobbying et de conseil politique conservatrice fondée par Terry Nelson, un ancien conseiller de John McCain, et également partenaire fondateur de FP1.

## Jeunesse et études
Chris LaCivita est né à McKeesport, en Pennsylvanie, et a grandi dans la région de Richmond, en Virginie, où il a obtenu son diplôme du lycée de Midlothian. Son père est un Italo-Américain de première génération et sa mère est une Irlando-Américaine de première génération.
Il obtient son diplôme de bachelor en sciences politiques de l'université du Commonwealth de Virginie en 1989. Il rejoint ensuite le Corps des Marines des États-Unis et reçoit la Purple Heart pour des blessures subies lors de la guerre du Golfe en 1991 ; il est démobilisé avec le grade de sergent. Après cela, il enseigne à temps partiel à l'université Regent et entame une nouvelle carrière en tant que consultant politique.

## Carrière politique en Virginie
Engagé en politique pour le Parti républicain après son service dans l'armée, Chris LaCivita effectue un travail de terrain pour George Allen, Jr. dans le centre de la Virginie pendant sa campagne au Congrès en 1991, avant de le rejoindre au Capitole, où il sert comme assistant législatif pour les questions de politique étrangère et de défense. Lorsque Allen se présente au poste de gouverneur de Virginie en 1993, Chris LaCivita organise sa campagne dans la région de Richmond, le Southside et le centre de la Virginie, puis est nommé secrétaire adjoint à l’administration.
Il a qoste[pas clair] au sein de l'administration de l’État en 1995 pour aider à gérer le comité d'action politique d'Allen, en soutenant les élections législatives[pas clair] de cette année-là, où le Parti républicain obtient une égalité au Sénat de l’État. LaCivita est nommé directeur exécutif du Parti républicain de Virginie en 1996, après que les alliés d'Allen aient pris le contrôle du RPV[pas clair]. Il dirige l'orgu parti[pas clair] quand Jim Gilmore succède à Allen en tant que gouverneur en 1997, gérant des « querelles internes », avant de réussir à obtenir le contrôle des deux chambres de l'Assemblée générale en 1999.
Chris LaCivita, aux côtés de l'ade cabinet du gouverneur[pas clair], Jay Timmons, travaille sur la campagne victorieuse d'Allen pour l'élection sénatoriale de 2000 contre le démocrate Chuck Robb, qui avait déjà servi durant deux mandats, remportant l'élection avec 52 % des voix.
En 2001, Chris LaCivita est sollicité pour redresser la campagne en difficulté du procureur général républicain Mark Earley, candidat au poste de gouverneur contre le démocrate Mark Warner. Comme l'a écrit Fred Barnes :

« Earley a perdu tout l’été et n’a trouvé un message qu’en septembre — après que les responsables du parti aient dépêché Chris LaCivita, le directeur politique du National Republican Senatorial Committee, pour diriger sa campagne. Le message, en fin de compte, est un grand classique pour les républicains : les impôts. »

Earley, qui avait 13 points de retard à la mi-été, réduit l’écart en fin de campagne, mais perd finalement, avec un score de 52 % contre 47 % face à Warner.

## Carrière politique nationale

### Début des années 2000
Lors des élections de mi-mandat de 2002, LaCivita occupe le poste de directeur politique du National Republican Senatorial Committee (NRSC), sous la présidence du sénateur Bill Frist. En novembre de cette année-là, le Parti républicain réalise un gain net de deux sièges au Sénat, reprenant ainsi le contrôle de la chambre haute.
Pendant son mandat au NRSC, LaCivita supervise directement James Tobin, un autre ancien employé du DCI Group. En 2005, Tobin est condamné à 10 mois de prison fédérale pour son implication dans le scandale des appels téléphoniques du New Hampshire en 2002 pendant cette campagne. LaCivita figurait sur la liste des témoins de Tobin, mais il n'a jamais été appelé à témoigner. Les démocrates, qui cherchaient à obtenir le témoignage de LaCivita pour un procès civil lié à la même affaire, ont récemment[Quand ?] conclu ce procès à l'amiable. La condamnation de Tobin est ensuite annulée en appel.
En 2003, LaCivita devient président de Progress for America, avant de céder ce poste à un ancien employé du DCI Group, Brian McCabe, tandis que LaCivita en devenait le directeur exécutif. LaCivita travaille un temps pour la société de conseil politique républicaine DCI Group, qui entretient des liens étroits à la fois avec Progress for America et Swift Boat Veterans for Truth.

#### Campagne de dénigrement desSwift Boats
Lors de la campagne présidentielle américaine de 2004, Chris LaCivita est consultant et principal conseiller en communication pour le groupe Swift Boat Veterans, écrivant et produisant des publicités télévisées en collaboration avec Rick Reed,,. Ce groupe est financé par des multimillionnaires texans comme T. Boone Pickens, Bob J. Perry,, et Harlan Crow via le Progress for America Voter Fund.
Les publicités attaquent faussement le bilan militaire de John Kerry. Ces accusations ont été démenties par les membres d'équipage de Kerry ainsi que par les dossiers de la Marine. Cette campagne de discréditation a conduit à l'introduction du terme swiftboating dans le vocabulaire politique pour désigner les campagnes de dénigrement,.

### Fin des années 2000
Au même moment où il consultait pour les Swift Boat Veterans for Truth, Christ LaCivita était également consultant pour le NRSC, dirigé à l'époque par son ancien client George Allen, qui a obtenu un gain net de quatre sièges au Sénat lors du cycle électoral de 2004.
LaCivita a poursuivi son travail de dépenses indépendantes en 2005, produisant des publicités en soutien au procureur général Jerry Kilgore dans sa campagne infructueuse pour le poste de gouverneur.
En 2005 et 2006, LaCivita a été stratège principal pour Vern Buchanan, qui a remporté une primaire contestée puis l'élection générale dans le 13e district congressionnel de Floride avec moins de 400 voix d'écart. Lors de l'élection au poste de gouverneur de Floride en 2006, LaCivita a dirigé une organisation indépendante, Floridians for a Better and Brighter Future, pour soutenir la campagne primaire républicaine de Charlie Crist contre Tom Gallagher[réf. nécessaire]. En 2006, LaCivita était consultant général pour la campagne réussie de Bob Corker lors des élections sénatoriales américaines de 2006 dans le Tennessee. Comme Corker était à la traîne dans les sondages derrière son adversaire démocrate Harold Ford, LaCivita a été remplacé par Tom Ingram, qui a orchestré un retournement de situation en fin de campagne pour remporter de justesse l'élection générale. En 2007, LaCivita a déclaré aux journalistes que le Parti républicain pourrait étouffer l'indignation médiatique liée au renvoi soudain de huit procureurs fédéraux en mettant en avant des histoires sur les activistes anti-Bush les plus extrêmes. « Quand allons-nous en faire un sujet sur Code Pink et les autres excentriques libéraux qui contrôlent l'agenda démocrate ? » a-t-il demandé. À l'automne, il a guidé Jill Holtzman Vogel vers sa première victoire au Sénat de Virginie dans la région de Winchester.[réf. nécessaire]
Lors de la campagne présidentielle de 2008, LaCivita et Tony Feather ont lancé un nouveau groupe de plaidoyer sur les questions d'intérêt public, le American Issues Project, après une série de réunions avec d'autres donateurs du groupe Swift Boat. En août 2008, l'AIP a commencé à diffuser des publicités dans les États clés pour soulever des questions sur les liens du candidat démocrate Barack Obama avec l'ancien activiste étudiant William Ayers,. L'American Issues Project avait un seul donateur, Harold Simmons, un milliardaire de Dallas âgé de 87 ans, qui était également un donateur principal, aux côtés de T. Boone Pickens, du PAC Swift Boat Veterans for Truth. Le 10 octobre 2008, un groupe de surveillance du financement des campagnes, Democracy 21, dépose une plainte auprès de la Commission électorale fédérale concernant les violations présumées des lois électorales par le groupe. Cette plainte n'a pas abouti[Selon qui ?] et en 2009, l'AIP a diffusé un deuxième spot national (surnommé la publicité Jesus) critiquant le plan de relance d'Obama comme étant sans précédent par sa taille et son gaspillage[réf. nécessaire],. Ces spots ont été produits par Larry McCarthy, sous la direction de LaCivita[réf. nécessaire].
Lors de l'élection du procureur général de Virginie en 2009, LaCivita est le stratège principal pour la campagne réussie du sénateur d'État Ken Cuccinelli. Il a également conseillé Jeffrey McWaters pour remporter une élection spéciale en décembre pour le Sénat de l'État de Virginie, à la suite du départ du titulaire de longue date Ken Stolle à Virginia Beach[réf. nécessaire].

### Années 2010
À l'été 2010, LaCivita revient au Comité national républicain sénatorial (NRSC) en tant que directeur politique, le même poste qu'il avait occupé en 2002. Sous sa direction, le Parti républicain (GOP) obtient un gain net de cinq sièges au Sénat lors des élections générales de novembre 2010. Tout au long de l'année, LaCivita conseille plusieurs campagnes républicaines au Congrès, notamment celle du sénateur d'État Robert Hurt, élu dans le 5e district congressionnel de Virginie face au démocrate sortant Tom Perriello. Il aide également l'homme d'affaires Scott Rigell à remporter le 2e district congressionnel de Virginie contre l'élu sortant Glenn Nye. Cependant, son client dans le 3e district congressionnel du Missouri, Ed Martin, échoue dans sa tentative de déloger le représentant démocrate Russ Carnahan.
En 2011, les républicains de Virginie parviennent à faire basculer deux sièges de sénateurs d'État démocrates, obtenant une égalité 20-20 (et une majorité effective grâce au lieutenant-gouverneur républicain Bill Bolling). LaCivita est le stratège de Bill Stanley, qui bat le démocrate Roscoe Reynolds avec une marge de 644 voix, soit 46,80 % contre 45,54 %. LaCivita dirige également la campagne sénatoriale de Linda McMahon dans le Connecticut en 2012, qui échoue face au représentant Chris Murphy. Simultanément, il guide Robert Hurt lors de sa première réélection dans le 5e district congressionnel de Virginie, battant son adversaire John Douglass avec une avance de 12 points.
En septembre 2014, les républicains du Sénat sollicitent LaCivita et son allié, Corry Bliss, pour sauver la campagne en difficulté du sénateur Pat Roberts au Kansas, face au candidat indépendant Greg Orman. Roberts remporte finalement sa réélection avec 53,1 % des voix, contre 42,5 % pour Orman.
En janvier 2015, LaCivita devient conseiller principal pour la campagne présidentielle exploratoire du sénateur Rand Paul. Paul suspend sa campagne en février 2016 après un cinquième rang aux caucus de l'Iowa.
En avril 2016, le Comité national républicain (RNC) embauche LaCivita en tant que conseiller principal pour ce qui s'annonçait comme une convention nationale mouvementée à Cleveland. Son ancien client en Virginie, Ken Cuccinelli, avait planifié un défi pour perturber la nomination de Donald Trump. Travaillant pour le président du RNC, Reince Priebus, LaCivita et d'autres ont joué un rôle clé dans la fermeture du mouvement Never Trump lors du premier jour de la convention. Selon Kyle Cheney de Politico, « le RNC et les responsables de la campagne de Trump se sont activés. Avec les listes de délégués insurgés en main, des dizaines d'assistants ont parcouru le plancher de la convention pendant environ 15 minutes, recueillant leurs propres signatures de retrait. Finalement, quatre des onze premiers États ont vu suffisamment de délégués abandonner l'effort de vote pour le faire échouer ».
En novembre et décembre de la même année, LaCivita sert de liaison nationale du GOP avec les républicains nommés au Collège électoral. Il est également le stratège de Pat McCrory lors de sa campagne infructueuse pour sa réélection en tant que gouverneur de Caroline du Nord en 2016,. McCrory, dépensant moitié moins que son adversaire, perd de justesse par seulement 10 000 voix, avec 48,8 % contre 49,0 % (confirmé après recomptage) face au démocrate Roy Cooper.
En 2017, LaCivita est engagé comme consultant général pour la campagne de Kim Guadagno au poste de gouverneur du New Jersey, peu avant sa victoire lors de la primaire républicaine. Guadagno est ensuite battue à l'automne, lors d'une vague démocrate dans l'État.
En 2017 et 2018, LaCivita est consultant pour l'American Action Network et le Congressional Leadership Fund, le SuperPAC allié au président de la Chambre Paul Ryan, aux côtés de son partenaire de longue date, Corry Bliss. Dans ce cadre, il dirige plusieurs campagnes de dépenses indépendantes lors des élections à la Chambre, notamment les victoires des républicains Will Hurd (23e district du Texas) et Andy Barr (6e district du Kentucky). Il est également consultant général pour Anthony Gonzalez, ancien joueur de la NFL, qui remporte l'investiture républicaine pour le 16e district de l'Ohio.
En 2018, LaCivita conseille l'homme d'affaires républicain Bob Stefanowski lors de sa campagne pour le poste de gouverneur du Connecticut. Premier candidat à contourner la convention d'État en se qualifiant pour la primaire par pétition, il remporte l'investiture lors d'une primaire à cinq candidats. Stefanowski perd finalement face à Ned Lamont, avec 46,2 % des voix contre 49,4 %.
LaCivita rejoint FP1 en janvier 2019.